# Черенович Сергій В'ячеславович
Сергій В'ячеславович Черенович (біл. Сяргей Вячаслававіч Чарановіч; нар. 8 квітня 1958, смт Шерешово, Берестейська область) — білоруський графік.

## Життєпис
Закінчив факультет графічного дизайну Білоруського державного театрально-художнього інституту. Деякий час працював художником в Інституті історії АН БРСР під керівництвом професора Георгія Штихова.
Член Спілки художників Білорусі з 1999 року, член Спілки дизайнерів Білорусі.
Працює в галузі книжкової графіки, живопису, фотографії.
Працює вчителем образотворчого мистецтва у Ляховицькій дитячій школі мистецтв. З 2009 р. — голова заслуженого аматорського колективу Республіки Білорусь дитячо-юнацької студії образотворчого та декоративно-прикладного мистецтва «Аполлон» в Ляховичах.
Викладає в дитячій художній школі у Барановичах.

## Творчість
Він є автором ілюстрацій до понад 50 книг білоруських та зарубіжних письменників. Співпрацював з видавництвами «Художня література», «Юність», «Вища школа», «Мэт» та ін.
Автор дизайну знака «Тисяча років православної церкви на Білорусі». Автор (співавтор) герба міста Ляховичі (1992 рік).
Автор книги «Легенди та перекази Ляховицького краю» (2004 рік).
Автор туристичних буклетів-довідників «Грушівка» (2005 рік) і «Стежками рідного краю. Ляховицький район» (2009 рік). Автор проєкту реконструкції садиби в селі Грушівка.
Автор численних публікацій у періодичних виданнях з історії Білорусі.
Автор програми «Кольорознавство» для дитячих шкіл мистецтв та художніх відділів шкіл мистецтв, автор ескізів до фільму «Вітовт, або Пастка на Зубра» (режисер Віктор Шевелевич). Ілюстрував нові видання «Шляхти Завальня» Яна Барщевського, «Друге читання для білоруських дітей» Якуба Коласа, збірку Володимира Некляєва «Проща» та інших.

## Нагороди
- Ряд його робіт відзначений дипломами Республіканських конкурсів мистецтва книги Міністерств культури та преси Республіки Білорусь (1994, 1996, 1997, 1998, 2006).
- Диплом «Золотий дубль» на конкурсі «Художник і книга» Міністерства культури Республіки Білорусь, Білоруської спілки художників, Білоруська асоціація книговидавців та книгорозповсюджувачів видавництва «Кавалер Видавці» (1997).
- Фіналіст Республіканського конкурсу фотомистецтва «Моя Білорусь», Мінськ (2007).
- Грамоти Ляховицької районної ради депутатів (2008), грамоти відділу культури Ляховицького райвиконкому та багато інших.
- У 2010 році був висунутий на премію Спеціального фонду Президента Республіки Білорусь.